# 2023 GJ12
2023 GJ12 est un objet transneptunien encore mal connu, faisant partie du  disque des objets épars.